# John Bagnell Bury
John Bagnell Bury (født 16. oktober 1861, død 1. juni 1927) var en nordirsk historiker, byzantinist og filolog.

### Som redaktør
- Edward Gibbon, The History of the Decline and Fall of the Roman Empire (1896-1900) — at Online Library of Liberty Arkiveret 13. april 2020 hos  Wayback Machine
- Edward Augustus Freeman, Freeman's Historical Geography of Europe (third edition, 1903)
- Edward Augustus Freeman, The Atlas To Freeman's Historical Geography (third edition, 1903)